# Chuanxing
Chuanxing (kinesiska: 船形, 船形乡) är en socken i Kina. Den ligger i provinsen Hunan, i den södra delen av landet, omkring 220 kilometer söder om provinshuvudstaden Changsha. Antalet invånare är 6831. Befolkningen består av 3 021 kvinnor och 3 810 män. Barn under 15 år utgör 15,0 %, vuxna 15-64 år 73 %, och äldre över 65 år 11,0 %.
Genomsnittlig årsnederbörd är 1 939 millimeter. Den regnigaste månaden är augusti, med i genomsnitt 297 mm nederbörd, och den torraste är oktober, med 23 mm nederbörd.